# 中国科学技术馆

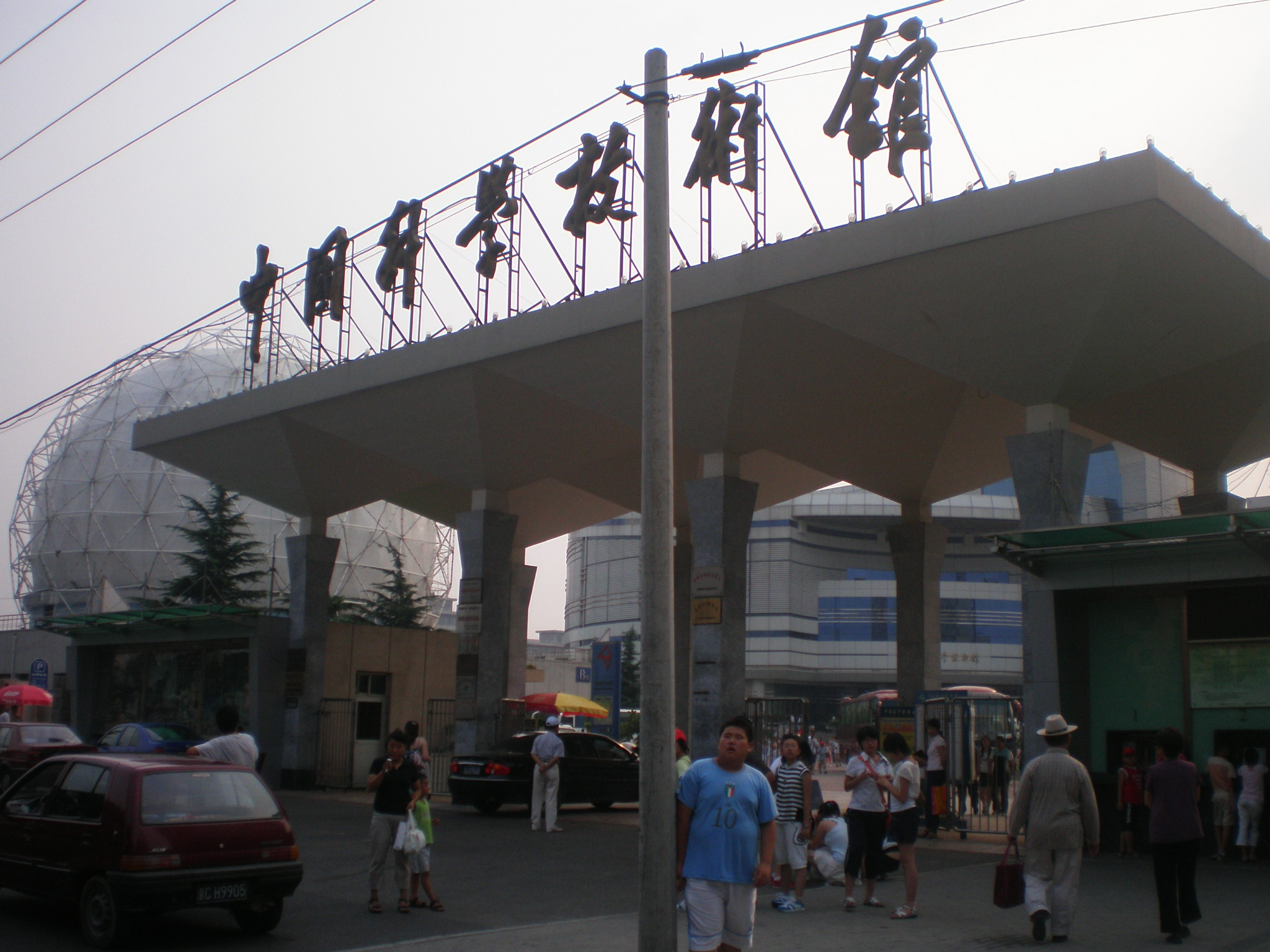
中国科学技术馆老馆（现北京科学中心），位于北三环中路1号

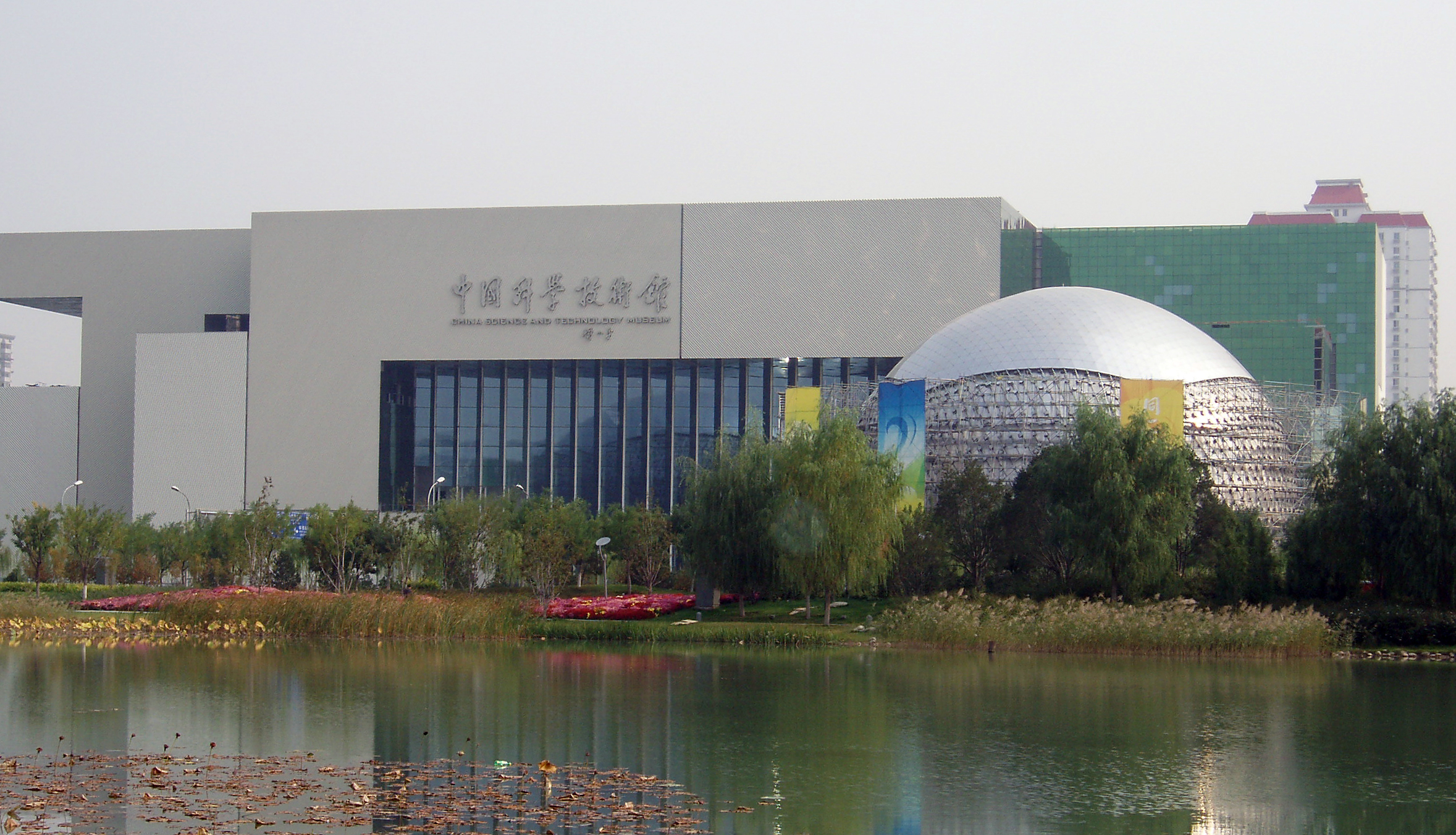
中国科学技术馆新馆，位于北辰东路5号；图为2008年新馆在建期间

中国科学技术馆（英語：China Science and Technology Museum，缩写“CSTM”），位于北京市朝阳区北辰东路5号，隶属于中国科学技术协会，是中华人民共和国惟一的国家级综合性科技馆。该馆主要功能是展览、培训和实验的教育。

## 历史
老馆于1978年筹建，1988年9月22日建成，2000年又扩建二期工程，包括三个场馆-A馆为博物馆主展厅、B馆为穹幕影厅、C馆为儿童科学乐园。位于奥林匹克公园、形似鲁班锁的新馆已于2009年9月16日起面向单位及有组织的团体开放，9月20日全面开放。
中国科学技术馆的展览主要反映科学原理及技术应用，并允许鼓励公众动手探索实践，以普及科学知识，培养观众的科学思想、科学方法和科学精神为主要目的。
2009年4月6日下午，在建中的中国科技馆新馆因为工人操作失误失火。科技馆东南角外侧严重烧损，所幸未有人员伤亡。
2018年9月15日，位于安华桥西北角的老科技馆在改建后以北京科学中心的名义重新开放，由北京市科学技术协会管辖。